# Hibernian Football Club
L'Hibernian Football Club és un club de futbol escocès de la ciutat d'Edimburg.

## Història
L'Hibernian FC va ser fundat l'any 1875 per immigrants irlandesos a la ciutat d'Edimburg. El seu nom prové del nom amb què els romans coneixien l'illa d'Irlanda, Hibernia. Entre els fets més destacats cal esmentar el Campionat del Món que guanyà el 1887 en derrotar el Preston North End FC anglès. Aquest torneig es disputava entre els campions escocesos i anglesos, que en aquella època eren els clubs més forts del planeta. A la resta del món, de fet, el futbol era, encara, un esport incipient. Fou també el primer club britànic en disputar la Copa d'Europa el 1955-56. Arribà a semifinals.

## Entrenadors
- Willie McFarland 1969 - 1970
- Dave Ewing 1970 - 1971
- Eddie Turnbull 1971 - 1980
- Willie Ormond 1980
- Bertie Auld 1980 - 1982
- Pat Stanton 1982 - 1984
- John Blackley 1984 - 1986
- Alex Miller 1986 - 1996
- Jocky Scott 1996
- Jim Duffy 1996 - 1998
- Alex McLeish 1998 - 2001
- Donald Park 2001 (temporal)
- Franck Sauzee 2001 - 2002
- Donald Park 2002 (temporal)
- Bobby Williamson 2002 - 2004
- Tony Mowbray 2004 - 2006
- Mark Proctor 2006 (temporal)
- John Collins 2006 - 2007
- Tommy Craig 2007 - 2008 (temporal)
- Mixu Paatelainen 2008 - 2009
- John Hughes 2009 - 2010
- Gareth Evans 2010 (temporal)
- Colin Calderwood 2010 - 2011
- Billy Brown 2011 (temporal)
- Pat Fenlon 2011 -

## Jugadors famosos
- Gordon Smith
- Bobby Johnstone
- Lawrie Reilly
- George Best
- Eddie Turnbull
- Pat Stanton
- Alan Rough
- Jim Leighton
- Willie Ormond
- Amadou Konte
- Alex Cropley
- Alex Edwards
- John Blackley
- Arthur Duncan
- Erich Schaedler
- Gordon Durie
- John Collins
- Franck Sauzee
- David Gibson

## Palmarès
- Lliga d'Escòcia: 1903, 1948, 1951, 1952.
- Copa d'Escòcia: 1887, 1902, 2016.
- Copa de la Lliga escocesa de futbol: 1972-73, 1991-92, 2006-07.
- Copa Drybrough: 1972, 1973.
- Campionat del món: 1887.